# Vochov
Vochov (deutsch Wochow) ist eine Gemeinde in Tschechien. Sie liegt sieben Kilometer westlich von der Statutarstadt Pilsen und gehört zum Okres Plzeň-sever. Nördlich des Ortes verläuft sich der Fluss Mže.

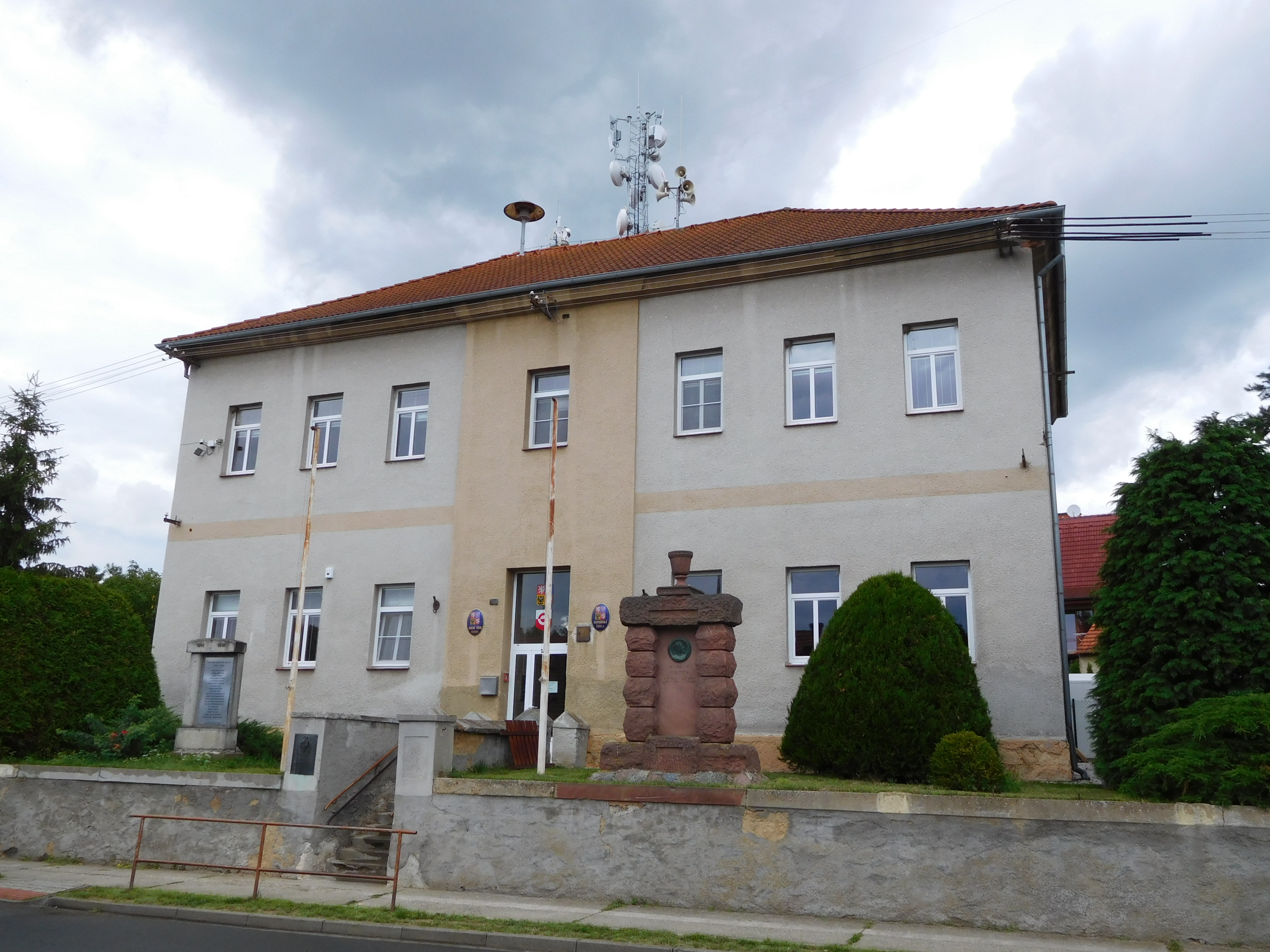
Gemeindeamt

Die erste Erwähnung der Gemeinde erfolgte im Jahr 1318 durch einen in Prag stattfindenden Rechtsstreit zwischen Bohuslav von Vejprnice und Miroslav von Vochov.